# ISS-Expeditie 17
 ISS Expeditie 17 was de zeventiende expeditie naar het International Space Station. De eerste 2 bemanningsleden Sergej Volkov, en Oleg Kononenko zijn volgens planning op 8 april 2008 gelanceerd met de Sojoez TMA-12. Aan boord van het ISS voegden zij zich bij de al aanwezige astronaut Garret Reisman die met expeditie 16 meegekomen was.
Reisman werd later afgelost door de Amerikaan Gregory Chamitoff van de NASA die werd gelanceerd aan boord van de Space Shuttle Discovery op 31 mei 2008.

## Bemanning

### Eerste deel (April 2008)
- Sergej Volkov (1) Commandant -  Rusland
- Oleg Kononenko (1) Vlucht Ingenieur -  Rusland
- Garrett Reisman (1) - Vlucht Ingenieur-  Verenigde Staten

### Tweede deel (April 2008 tot Juni 2008)
- Sergej Volkov (1) Commandant -  Rusland
- Oleg Kononenko (1) Vlucht Ingenieur -  Rusland
- Garrett Reisman (1) - Vlucht Ingenieur-  Verenigde Staten

### Derde deel (Juni 2008 tot Oktober 2008)
- Sergei Volkov (1) Commandant -  Rusland
- Oleg Kononenko (1) Vlucht Ingenieur -  Rusland
- Gregory Chamitoff ‡ (1) - Vlucht Ingenieur-  Verenigde Staten

* zal pas deelnemen aan Expeditie 17 na de lancering van STS-124
‡zal pas deelnemen aan Expeditie 17 na de lancering van STS-126
#Het nummer tussen haakjes duidt aan hoeveel missies de astronaut gevlogen zal hebben na ISS Expeditie 18

## Reservebemanning
- Maksim Surajev - bevelhebber -  Rusland
- Oleg Skripotsjka - Vlucht ingenieur -  Rusland
- Timothy Kopra - Vlucht ingenieur -  Verenigde Staten (voor Reisman)
- Timothy Creamer - Vlucht ingenieur -  Verenigde Staten (voor Chamitoff)
- Nicole Stott - Vlucht ingenieur -  Verenigde Staten (voor Magnus)